# José Ángel Lamas (municipalité)
Pour l’article homonyme, voir José Ángel Lamas.
José Ángel Lamas est l'une des dix-huit municipalités de l'État d'Aragua au Venezuela. Son chef-lieu est Santa Cruz de Aragua. En 2011, la population s'élève à 32 981 habitants.

## Étymologie
La municipalité est nommée en l'honneur du compositeur vénézuélien de musique classique José Ángel Lamas.

## Géographie

### Subdivisions
Selon l'Institut national de statistique et contrairement à la plupart des municipalités du pays, la municipalité de José Rafael Revenga ne comporte aucune paroisse civile.